# Maple Cross
Maple Cross är en by i Hertfordshire i England. Byn ligger 35,2 km från Hertford. Orten har 2 269 invånare (2001).